# Arno Bertina
 (mars 2017).
Si vous disposez d'ouvrages ou d'articles de référence ou si vous connaissez des sites web de qualité traitant du thème abordé ici, merci de compléter l'article en donnant les références utiles à sa vérifiabilité et en les liant à la section « Notes et références ».
Œuvres principales
Des châteaux qui brûlent
Arno Bertina, né le 12 juillet 1975, est un écrivain français.

## Biographie
Il est l'auteur de trois romans formant, selon ses mots, « une sorte de triptyque » : Le Dehors ou la Migration des truites, Appoggio et Anima Motrix. 
En janvier 2012 est paru Je suis une aventure , vaste roman qui reprend l'enquête lancée dans Anima motrix (un rapport mobile à sa propre identité) en utilisant de manière littéraire les figures du tennisman Roger Federer et de l'écrivain Robert M. Pirsig. En septembre 2017, son roman Des Châteaux qui brûlent est salué par la critique. En mars 2020 parait un récit documentaire, L'Age de la première passe, qui relate le travail mené durant trois ans avec des mineures congolaises qui n'ont que la prostitution pour survivre, le livre de photographies intitulé Faire la vie rassemblant les portraits qu'il a réalisé de ces très jeunes femmes.
Il est également l'auteur de récits qui sont les satellites de ces trois romans : La déconfite gigantale du sérieux, parue sous le pseudonyme de Pietro di Vaglio et présentée comme un ouvrage découvert, préfacé, traduit et annoté par Arno Bertina ; et Ma solitude s'appelle Brando, dont il parle comme d'« une apostille au Dehors », son premier roman.
Collaborateur de diverses revues de création ou de critique, NRF, Esprit, Prétexte, Calamar et Critique, il a écrit de courtes études sur Nicolas Bouvier, Jim Harrison, François Bon, Jean-Louis Giovannoni ou Pierre Parlant. Il a également publié une fiction biographique consacrée au chanteur Johnny Cash.
Cofondateur de la revue bimestrielle littéraire et philosophique Inculte en compagnie de Jerome Schmidt, François Bégaudeau, Mathieu Larnaudie et Oliver Rohe, il a codirigé avec eux le volume Devenirs du roman, aux éditions Naive, et coécrit avec deux d'entre eux (François Begaudeau et Oliver Rohe) le livre de description politique intitulé Une année en France et sous-titré Référendum, banlieue, CPE. C'est également avec ce collectif d'écrivains qu'il a participé aux volumes Face à Pynchon coédité par Inculte et Le Cherche midi, Une chic fille, et BLV consacré à Bernard Lamarche-Vadel (éditions Inculte, 2009).
Arno Bertina a été pensionnaire de la Villa Médicis à Rome en 2004-2005 où il a notamment participé à un ouvrage collectif, Anastylose, Rome, 13 av. J.-C., 9 av. J.-C., 1942, farce archéologique avec d'autres pensionnaires : Bastien Gallet (écrivain), Ludovic Michaux (photographe) et Yoan De Roeck (graphiste). C'est également à partir des photographies de Ludovic Michaux qu'il a écrit un court roman centré sur la figure d'un SDF : La borne SOS 77. C'est aussi dans la collection Collatéral qu'est paru en 2013 le court roman Numéro d'écrou 362573 qui déroule la vie de deux étrangers en situation irrégulière (l'un est Malien, l'autre Algérien) en région parisienne, à partir des photographies d'Anissa Michalon - les similitudes entre les deux titres semblant indiquer une continuité ou une série consacrés aux exclus.
Il est aussi l'auteur d'un roman pour adolescents, Énorme, écrit à partir des photographies du collectif Tendance floue, et d'un court récit pour jeunes lecteurs, Dompter la baleine, publié en 2012.
Il a également écrit des fictions telles que Le clochard avait un coffre et La relève des dieux par les pitres, et les adaptations radiophoniques de Sous le volcan de Malcolm Lowry et La conscience de Zeno d'Italo Svevo, qui ont été diffusées par France Culture. Dans la foulée de ce travail sur Sous le volcan, il a dirigé, avec Patrick Deville le colloque qui s'est tenu à l'abbaye de Fontevraud en juin 2009 à l'occasion du centenaire de la naissance de Malcolm Lowry, ainsi que le volume Pour Lowry édité par la MEET et paru en mars 2010.
En 2019, les éditions de La Contre-Allée republient Des Lions comme des danseuses, une fable subversive « comme un moment de libération » sur les œuvres pillées lors de la colonisation africaine, avec une postface de Bénédicte Savoy, auteure avec Felwine Sarr d'un rapport sur la restitution du patrimoine culturel africain, et un ajout de Bertina, Considérer, où il revient sur les conditions de la restitutions, pour leur rendre vie, tout en s'assurant que les oligarques ne les accapareront pas. En 2021, Des lions comme des danseuses ont donné lieu à un spectacle de théâtre.

## Engagement militant
Il s'exprime fréquemment en faveur de l'accueil des réfugiés d'Afrique ou du Moyen-Orient, et participe activement à la vie de quelques associations, dont L'Atelier Zinzolin (Malakoff) et A.S.I. (Congo-Brazzaville).  

### Littérature secondaire
Le mensuel littéraire Le Matricule des Anges lui a consacré son dossier en novembre-décembre 2006 (numéro 78).
La revue Siècle 21 a consacré son dossier de l'été 2018 au roman Des châteaux qui brûlent. 
Les éditions Classiques Garnier ont consacré le volume 5 de la collection "Écrivains francophones d'aujourd'hui" à son œuvre littéraire (en juillet 2018).